# Замок Форд
Замок Форд (англ. Ford Castle) — середньовічне укріплення, розташоване на півночі Англії в графстві Нортумберленд на кордоні з Шотландією. У двох милях на північний захід від нього розташований замок Італ, господарі якого довгий час ворогували з Херонами, власниками Форда.

## Історія
Першу будову на місці сучасного замку побудував в XIII столітті Одінель де Форд, але вже в 1314 році вона було зруйнована королем Шотландії Робертом Брюсом. Далі через шлюб Мері, дочки Одінеля, володіння перейшли до її чоловіка, сера Вільяма Херона. 16 липня 1338 року він отримав дозвіл побудувати на своїх землях замок, і незабаром був споруджений Форд — чотирикутна в плані будова з внутрішнім двором, в кутах стін якого розташовувалося чотири вежі. Указом корони Вільям був звільнений від сплати мит і отримав дозвіл тримати в замку гарнізон з 40 воїнів, влаштувати на його околицях ринок і проводити ярмарки.

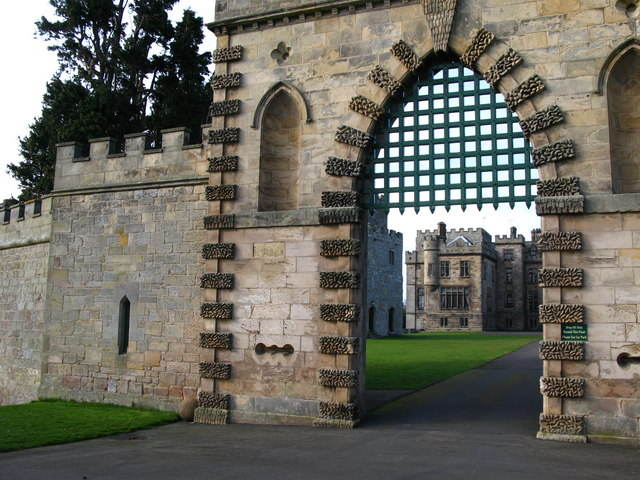
Вхід в замок

Так як замок стояв на кордоні з Шотландією, він неодноразово піддавався набігам з боку шотландців. Крім того, власники Форда довгий час ворогували з господарями сусіднього замку Італ, а в 1428 році Вільям Херон, нащадок засновника замку, був убитий Джоном Маннерсом з Італа. Відомо, що ще один з його нащадків, Джон Херон на прізвисько Бастард, напав на шотландського дворянина Роберта Кера з клану Керр і вбив його. Самому Джону вдалося втекти, але один зі спільників був схоплений і страчений через повішення. Смерть Роберта Кера поклала початок ворожнечі між Херонами і Керрами, яка тривала понад сто років і завершилася тільки в 1660 році.
У 1513 році шотландська армія під проводом короля Якова IV вторглася на територію Англії і захопила багато фортець, в тому числі і замок Італ. У замку Форд Яків IV пробув кілька діб. Існує легенда, що пояснює настільки пильну увагу короля до замку — вважається, що він захопився леді Елізабет Херон, чоловік якої, сер Вільям, знаходився в полоні у шотландців. Спальня леді Елізабет була розташована поверхом вище кімнати, де зупинився король, і два цих приміщення були з'єднані потаємними сходами. Ймовірно, леді вступила в зв'язок з Яковом, переслідуючи дві мети — домогтися звільнення чоловіка і вивідати у короля військову інформацію. Як би там не було, 5 вересня 1513 року Яків покинув замок і підпалив його, а через 4 дні був убитий у битві при Флоддені.
Після битви сер Вільям був випущений на свободу, а його братові, Бастарду Джону, було даровано прощення за виявлену про Флоддені хоробрість. Володіння сера Вільяма успадкувала його донька Елізабет. У 1551 році вона одружилася з Томасом Керром, завдяки своєчасному втручанню якого в 1549 році замок вдалося захистити від його співвітчизників-шотландців і врятувати від остаточного руйнування. Шлюб нащадків двох протиборчих прізвищ став приводом для відновлення ворожнечі між Херонами і Керрами.
У 1603 році у зв'язку з припиненням прикордонних воєн стратегічне значення Форда послабло, і замок був перебудований. У 1661 році дворянин Френсіс Блейк одружився з Елізабет Керр, яка успадкувала замок, і завдяки цьому шлюбу став новим господарем Форда. У 1689 році Френсіс був посвячений у лицарі і продовжив роботу над удосконаленням замку. Після його смерті в 1717 році замок кілька разів переходив з рук в руки і за цей час значно занепав. У 1761 році його придбав сер Джон Хассі Делаваль і перебудував Форд, перетворивши середньовічну фортецю в особняк в тюдорівському стилі. Були оновлені стіни, споруджені нові вежі, а навколо розбиті сади. У 1808 році сер Делаваль помер і залишив Форд в спадок внучці по імені Сьюзан, яка вийшла заміж за маркіза Вотерфорда.
Після смерті 3-го маркіза Вотерфорда в 1859 році замок перейшов у власність його вдови, леді Луїзі Енн. Нова власниця зайнялася переплануванням замку, і результати її праць збереглися до наших часів. У 1891 році вона померла. Право володіння Фордом повернулося до родичів її чоловіка, а через кілька років, в 1907, ці землі разом із замком Італ придбав Джеймс, 1-й барон Джойсі. В даний час замок знаходиться під державною опікою.

## Інформація для відвідувачів
Замок відкритий для відвідування з 21 березня по 30 жовтня щодня з 10:30 до 12:30 і з 13:30 до 17:30. Дорослий квиток: £ 1,75 (фунтів). Дитячий квиток: £ 0,90 (фунтів).